# Love Yourself (Kimi ga kirai na kimi ga suki)
Love Yourself (Kimi ga kirai na kimi ga suki) (Love yourself ～君が嫌いな君が好き～? lett. "Love Yourself ~Io amo la parte di te che tu odii~") è un singolo del gruppo musicale giapponese KAT-TUN, pubblicato il 10 febbraio 2010 come primo estratto dal quinto album in studio No More Pain.
Il brano è l'undicesimo singolo consecutivo del gruppo ad arrivare alla prima posizione della classifica Oricon dei singoli più venduti in Giappone, inoltre è stato utilizzato come sigla del dorama trasmesso da Tokyo Broadcasting System, Yamato Nadeshiko shichi henge (serie televisiva), in cui recita Kazuya Kamenashi, membro del gruppo. Il singolo è stato certificato disco di platino dalla RIAJ per aver venduto 439 736 copie.

## Tracce
Normal Edition
1. Love Yourself (Kimi ga kirai na kimi ga suki) (Love yourself ～君が嫌いな君が好き～)
2. The D-Motion
3. Heart Beat
4. Love Yourself (Kimi ga kirai na kimi ga suki) (Original Karaoke オリジナル・カラオケ)
5. The D-Motion (Original Karaoke オリジナル・カラオケ)
6. Heart Beat (Original Karaoke オリジナル・カラオケ)

Limited Edition 1
1. Love Yourself (Kimi ga kirai na kimi ga suki) (Love yourself ～君が嫌いな君が好き～)
2. The D-Motion
3. Aishiteiru Kara (愛しているから)
4. Love Yourself (Kimi ga kirai na kimi ga suki) (Original Karaoke オリジナル・カラオケ)
5. The D-Motion (Original Karaoke オリジナル・カラオケ)
6. Heart Beat (Original Karaoke オリジナル・カラオケ)

Limited Edition 2
1. Love Yourself (Kimi ga kirai na kimi ga suki) (Love yourself ～君が嫌いな君が好き～)
2. The D-Motion
3. A Page
4. Love Yourself (Kimi ga kirai na kimi ga suki) (Original Karaoke オリジナル・カラオケ)
5. The D-Motion (Original Karaoke オリジナル・カラオケ)
6. Heart Beat (Original Karaoke オリジナル・カラオケ)

## Classifiche
| Classifica (2010)                        | Posizione più alta |
| ---------------------------------------- | ------------------ |
| Giappone (Classifica settimanale Oricon) | 1                  |
| Giappone (Billboard Japan Hot 100)       | 1                  |